# Claude Darbos
Pour les articles homonymes, voir Darbos.
Pas d'image ? Cliquez ici

a Compétitions nationales et continentales officielles uniquement.

Claude Darbos, né le 10 octobre 1936 à Saint-Paul-lès-Dax et mort le 7 novembre 2016 à Dax, est un joueur français de rugby à XV qui évolue au poste d'ailier. Il effectue l'intégralité de sa carrière au sein de l'effectif du club français de l'US Dax.

## Biographie
Né le 10 octobre 1936 à Saint-Paul-lès-Dax, Claude Darbos intègre l'US Dax en catégorie junior. Il est le frère de Pierre Darbos,,, également joueur de rugby à XV.
Pendant sa carrière au niveau senior, il dispute en 1961 et 1963 la finale du championnat de France, sans la remporter néanmoins,. Après sa retraite sportive anticipée due à un accident de la cheville, il occupe le poste d'entraîneur auprès de l'école de rugby de l'US Dax.
Il est marié à Jacqueline Darbos.
Il meurt le 7 novembre 2016 à Dax,,.

## Palmarès
- Championnat de France de première division :
  - Vice-champion (2) : 1961 et 1963.